# عمارة بن حزم
عمارة بن حزم (المتوفي سنة 12 هـ) صحابي من الأنصار من بني غنم بن مالك بن النجار من الخزرج، شهد بيعة العقبة الثانية، وشهد مع النبي محمد غزواته كلها، ثم شارك في حروب الردة، وقتل في معركة اليمامة.

## نسبه
نسبه هو عمارة بن حزم بن زيد بن لوذان بن عمرو بن عبد بن عوف بن غنم بن مالك بن النجار الأَنصاري الخزرجي، وأمه خالدة بنت أبي أنس بن سنان بن وهب بن لوذان من بني ساعدة من الخزرج، وهو أخو الصحابي عمرو بن حزم، وكان له من الولد مالك بن عمارة بن حزم لا عقب له، وأمّه النوار بنت مالك أم زيد بن ثابت.

## سيرته
شهد عمارة بن حزم بيعة العقبة الثانية، ولما أسلم تولّى عمارة بن حزم وأسعد بن زرارة وعوف بن عَفْراء تكسير أصنام بني مالك بن النجّار، وقد آخى النبي محمد بينه وبين محرز بن نضلة. شهد عمارة مع النبي محمد غزواته كلها، وكانت معه راية بني مالك بن النجار في يوم الفتح، وشارك في حروب الردة في جيش خالد بن الوليد، وقتل في معركة اليمامة.
روى عمارة بن حزم عن النبي عدة أحاديث، رواها عنه أبو بكر بن محمد بن عمرو بن حزم مرسلاً وزياد بن نعيم الحضرمي وسعيد بن سعد بن عبادة.